# Romeo Rădulescu
Romeo Rădulescu (n. 29 noiembrie 1972

) este un deputat român, ales în 2012 din partea Partidului Democrat Liberal.Între anii 2010 și 2012 a fost primar al orașului Râmnicu Vâlcea. 
Pe 22 septembrie 2014 a trecut în grupul parlamentar Liberal Conservator (PC-PLR), apoi s-a mutat în deputați neafiliați (pe data de 31 martie 2015).